# Гун хо
Гун хо (кит. 工合, букв. «работать вместе, работать в гармонии»; англ. gung ho; произношение в английском «ган хоу») — выражение, пришедшее из китайского языка в английский и означающее «преисполненный энергии, крайне увлечённый, заряженный на победу».

## Происхождение
Предположительно, первоисточником выражения послужила аббревиатура «гун хо» от названия организации «Китайские промышленные кооперативы» (кит. 工業合作社). Этой версии придерживался лингвист Альберт Моэ (англ. Albert Moe), отмечавший, что использование выражения в американском английском никакого отношения к оригинальному значению фразы не имело.

## Употребление
От новозеландца Реви Алли, одного из основателей Китайских промышленных кооперативов, это выражение перенял майор Корпуса морской пехоты США Эванс Карлсон. В 1943 году он говорил об этом следующее:

Я пытался создать тот же рабочий дух, который видел в Китае, где все бойцы посвятили себя единой идее и работали вместе для её осуществления. Я снова и снова говорил об этом парням. Я рассказал им о девизе «Китайских кооперативов» — «гун хо». Это означало «работать вместе, работать в гармонии».
Оригинальный текст (англ.)I was trying to build up the same sort of working spirit I had seen in China where all the soldiers dedicated themselves to one idea and worked together to put that idea over. I told the boys about it again and again. I told them of the motto of the Chinese Cooperatives, Gung Ho. It means Work Together — Work in Harmony.

Фраза «гун хо» стала боевым кличем 2-го батальона рейдеров КМП, которым командовал Карлсон. Позже этот боевой клич приняли и другие бойцы Корпуса морской пехоты, а особую популярность как символ выражения боевого духа он обрёл после выхода фильма «Гун хо!» 1943 года, посвящённого рейду на Макин 1942 года.